# Nördliche Schwarze Witwe
Die Nördliche Schwarze Witwe (Latrodectus variolus) ist eine Webspinne aus der Familie der Kugelspinnen (Theridiidae).

## Beschreibung

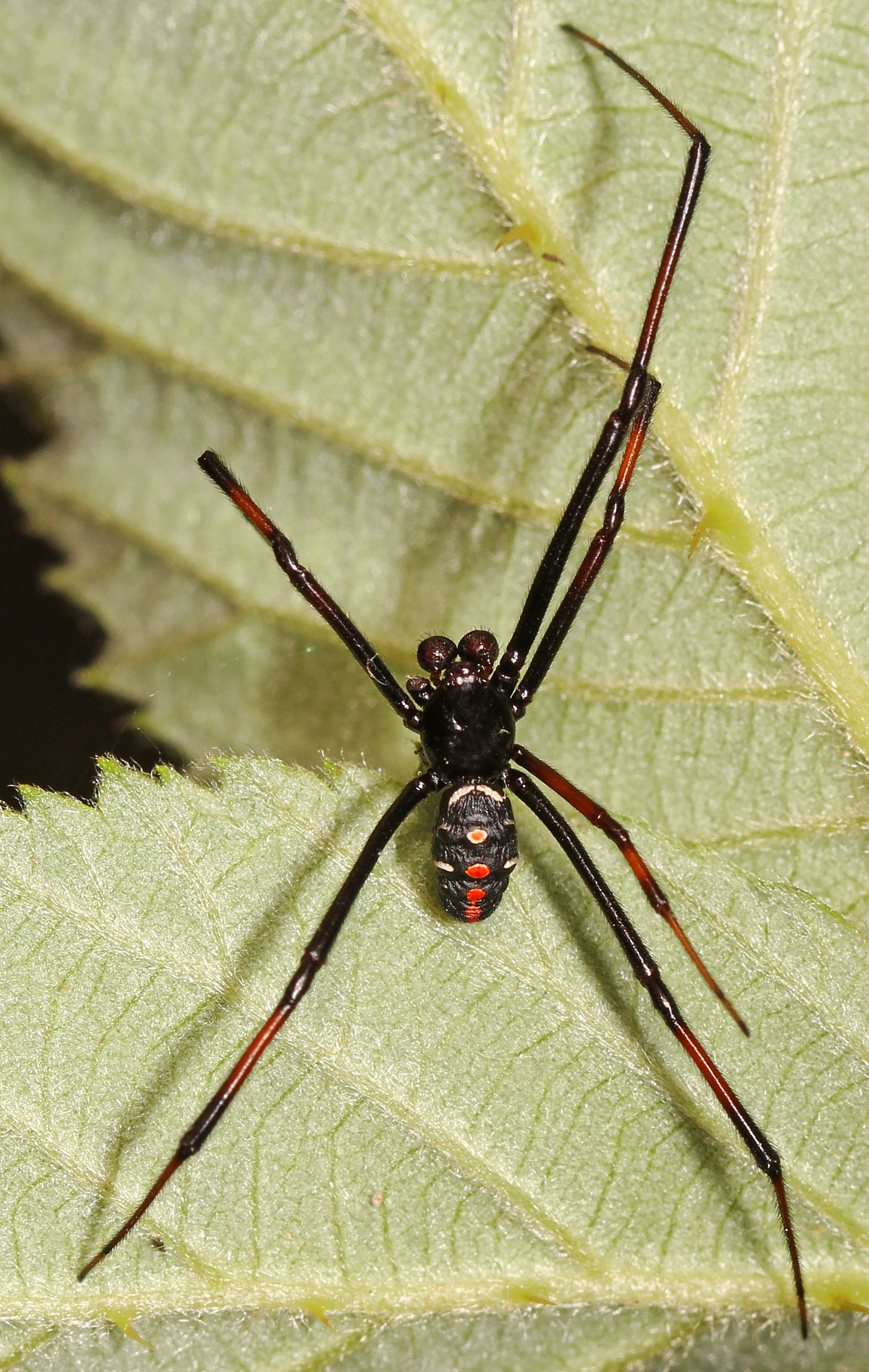
Männchen

Die Weibchen werden 9 bis 11 Millimeter lang, die Männchen nur 4 bis 5 Millimeter. Die Grundfarbe der Weibchen ist schwarz. Die charakteristische rote Zeichnung auf der Bauchseite des Hinterleibs ähnelt wie bei einigen anderen Arten der Echten Witwen den Umrissen einer Sanduhr. Sie unterscheidet sich jedoch von jener der anderen Arten der Schwarzen Witwen dadurch, dass sie zweigeteilt ist. Die beiden bauchseitig gelegenen roten Trapeze sind also nicht miteinander verschmolzen. Auffällig ist bei den Weibchen der Nördlichen Schwarzen Witwe auch eine Reihe roter Punkte auf dem Abdomen.
Die Grundfärbung der Männchen ist auch schwarz, diese haben aber vier diagonale Streifen auf jeder Seite des Abdomens. Solche Streifen zeigen auch die Jungtiere.

### Ähnliche Arten
Die Nördliche Schwarze Witwe wurde früher als Unterart der Südlichen Schwarzen Witwe (Latrodectus mactans) angesehen, der sie stark ähnelt. Die Südliche und die Westliche Schwarze Witwe (Latrodectus hesperus), die früher ebenfalls nur den Status einer Unterart hatte, sind aber etwas größer als die Nördliche Schwarze Witwe. Unterscheidungsmerkmale sind vor allem die Sanduhrzeichnungen, die bei den beiden Schwesterarten keine getrennten roten Male aufweisen. Auch die roten Punkte auf dem Abdomen existieren bei Latrodectus mactans und bei Latrodectus hesperus nicht. Dadurch könnte die Nördliche Schwarze Witwe eher mit der Europäischen Schwarzen Witwe (Latrodectus tredecimguttatus) verwechselt werden, mit der sie aber kein gemeinsames Verbreitungsgebiet hat.

## Vorkommen

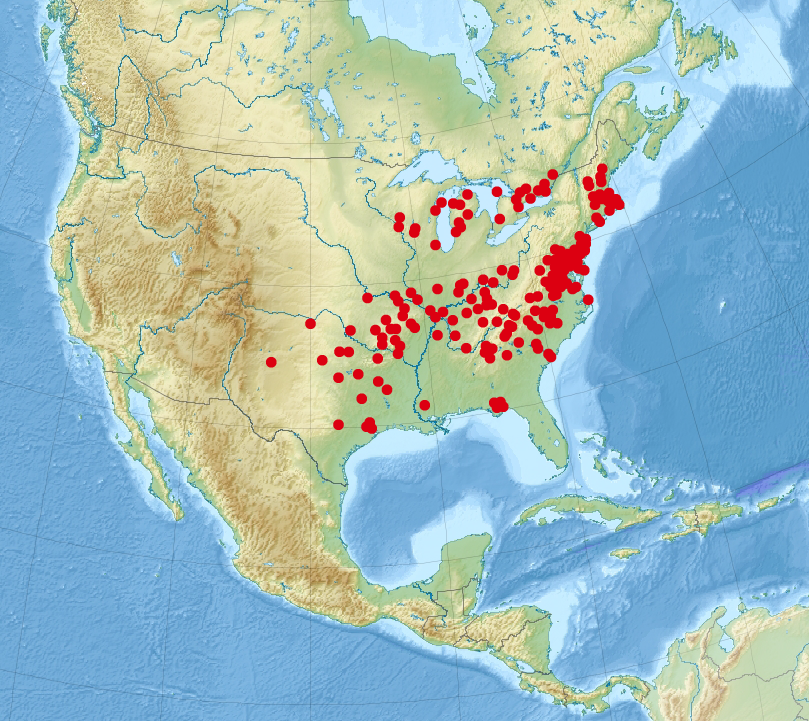
Nachweiskarte der Nördlichen Schwarzen Witwe

Die Nördliche Schwarze Witwe ist an der Ostküste des nordamerikanischen Kontinents beheimatet. Sie kommt vom nördlichen Florida in den USA bis in den Südosten Kanadas vor, Schwerpunkt ihrer Verbreitung ist jedoch der nördliche Teil dieses Gebietes. Sie lebt in ungestörten Wäldern, in Baumstümpfen und an Steinmauern.

## Lebensweise
Die Nördliche Schwarze Witwe ernährt sich von Insekten, darunter Käfer und Heuschrecken, sie kann auch kleinere Wirbeltiere und andere Spinnen erbeuten.